# Leptecophylla rapae
Leptecophylla rapae är en ljungväxtart som först beskrevs av Hermann Sleumer och som fick sitt nu gällande namn av Carolyn M. Weiller.
Leptecophylla rapae ingår i släktet Leptecophylla och familjen ljungväxter. Inga underarter finns listade i Catalogue of Life.